# Казанский, Иван Павлович
Иван Павлович Казанский (род. 1 сентября 1940 года, Москва, РСФСР, СССР) — советский и российский скульптор, академик Российской академии художеств (2007).

## Биография
Родился 1 сентября 1940 года в Москве.
В 1964 году — окончил Московское высшее художественно-промышленное училище (сейчас Московская художественно-промышленная академия имени С. Г. Строганова), кафедра монументально-декоративной скульптуры, педагоги: Е. Ф. Белашова, Г. И. Мотовилов, Г. А. Шульц, В. И. Козлинский, С. Л. Рабинович.
С 1970 года — член Союза художников СССР, России.
С 1992 года — председатель Региональной общественной организации «Объединение московских скульпторов».
С 1999 года — член Художественного экспертного совета Департамента культуры Москвы.
С 2005 по 2010 годы — председатель Правления Московского союза художников (МСХ).
В 2007 году — избран академиком Российской академии художеств от Отделения скульптуры.
С 2012 года — член Комиссии по монументальному искусству Московской городской Думы.

## Творческая деятельность
Основные проекты и произведения:
- работы в области монументального искусства:
  - Скульптурные работы для оформления посольств СССР во Франции (1975 г., Париж), в Мали (1978 г., Бамако), США (1976 г., Нью-Йорк), Германии (1989 г., Бонн), Марокко (1997 г., Рабат);
  - скульптурное оформление здания Российской науки и культуры в Германии (1984—1988 гг., Берлин), рельеф на здании газеты «Известия» (1986 г., Москва);
  - скульптурное оформление зимних садов в Большом Кремлёвском дворце (1986—1989 гг., Москва), мозаичная композиция на фасаде Академии Генштаба (1988 г., Москва), рельеф для атриума Государственного Большого театра (2002 г., Москва);
  - портретные мемориальные доски — композитору А. Д. Новикову (1979 г., Москва) поэту Марку Лисянскому (2007 г., Москва), актёру Олегу Борисову (2008 г., Москва), народной артистке СССР Т. Ф. Макаровой (2009 г., Москва), академику Н. Н. Блохину (2010 г., Москва), архитектору М. В. Посохину (2011 г., Москва); кинорежиссёру Т.М. Лиозновой (2016 г., Москва);
- воссоздание композиции «Преподобный Никон Радонежский» для скульптурного убранства Кафедрального соборного храма Христа Спасителя в Москве (1994—1999);
- работы в области станкового искусства:
  - портреты — Марка Лисянского (1980 г., бронза), Олега Борисова (1985 г., бронза), генерала М. Л. Горикера (2012 г., бронза);
  - рельеф «Театральная площадь Москвы в середине XIX века» (2000 г., Государственная Третьяковская галерея).

Станковые произведения находятся в музеях России и зарубежных коллекциях.

## Награды
- Медаль «За трудовую доблесть»
- Премия Совета Министров СССР (1987)
- Медаль «В память 850-летия Москвы» (1997)
- Премия Москвы в области литературы и изобразительного искусства (2012)
- Памятная медаль «За участие в воссоздании храма Христа Спасителя» Российской академии художеств (1999)
- Золотая медаль РАХ (за рельефы «Театральная площадь Москвы в середине XIX века») (2002)
- Почётная грамота Московской городской думы (2015)[1]